# Axel Gabriel Silfverstolpe
Axel Gabriel Silfverstolpe, född 10 augusti 1762 i Stockholm, död 5 september 1816 i Stockholm, var en svensk  hovman, politiker, skald och amatörmusiker. Han var riddarhussekreterare från 1795 till sin död och ledamot av Svenska akademien.

## Biografi
Axel Gabriel Silfverstolpe var son till bankokommissarien Fredrik Silfverstolpe och Eleonora Catharina Leijonhufvud samt systerson till Axel Gabriel Leijonhufvud. Han var dessutom syskon med Fredrik Samuel Silfverstolpe och Gustaf Abraham Silfverstolpe. Efter studier vid Uppsala universitet blev han 1779 kanslist vid Riddarhuset, och värvades efter några år till Krigsexpeditionen som kopist där han var till 1789. Han återvände sedan till Riddarhuset som förste riddarhuskanslist, och blev 1792 hovjunkare och änkedrottning Sophia Magdalenas handsekreterare. 1811 blev han änkedrottningens kammarherre.
Silverstolpe blev ledamot nr. 139 av Kungliga Musikaliska Akademien den 18 december 1793. Han var akademiens preses 1813–1815. 1794 blev han ledamot av Svenska Akademien, stol 7. Han var också ledamot av Kungliga Vetenskapsakademien från 1798.
Silfverstolpe var verksam som recensent och skribent i Stockholms Posten från 1793-1798. I sina recensioner behandlade han företrädesvis litteratur av högre kvalitet, och ville uttryckligen utrota litteratur som "piglitteratur, drömböcker, pornografi, humbugsartad vetenskap och svärmiska upppbyggelseböcker av swedenborgs typ". Från 1797 medverkade han i Läsning i blandade ämnen.
Han var först gift med Hedvig Charlotta Brakel, vars mor var en Boije af Gennäs. I det äktenskapet föddes Fredrik Otto Silfverstolpe och döttrarna Eleonora Ulrica, gift Leijonhufvud, och Charlotta Gabriella, gift med en fabrikör Svedelius. Han gifte om sig med grosshandlardottern Anna Christina Alm, med vilken han fick dottern Carolina Christina, gift med en grosshandlare.
Silverstolpes dotterson, läkaren och folkbildaren Anton Nyström skriver i sin självbiografi 1929 att morfadern Axel Gabriel Silvertolpe vid 1809 och 1810 års riksdagar "skrev ett utkast till våra grundlagar, som till största delen äro hans verk".